# Botanischer Garten Moskau

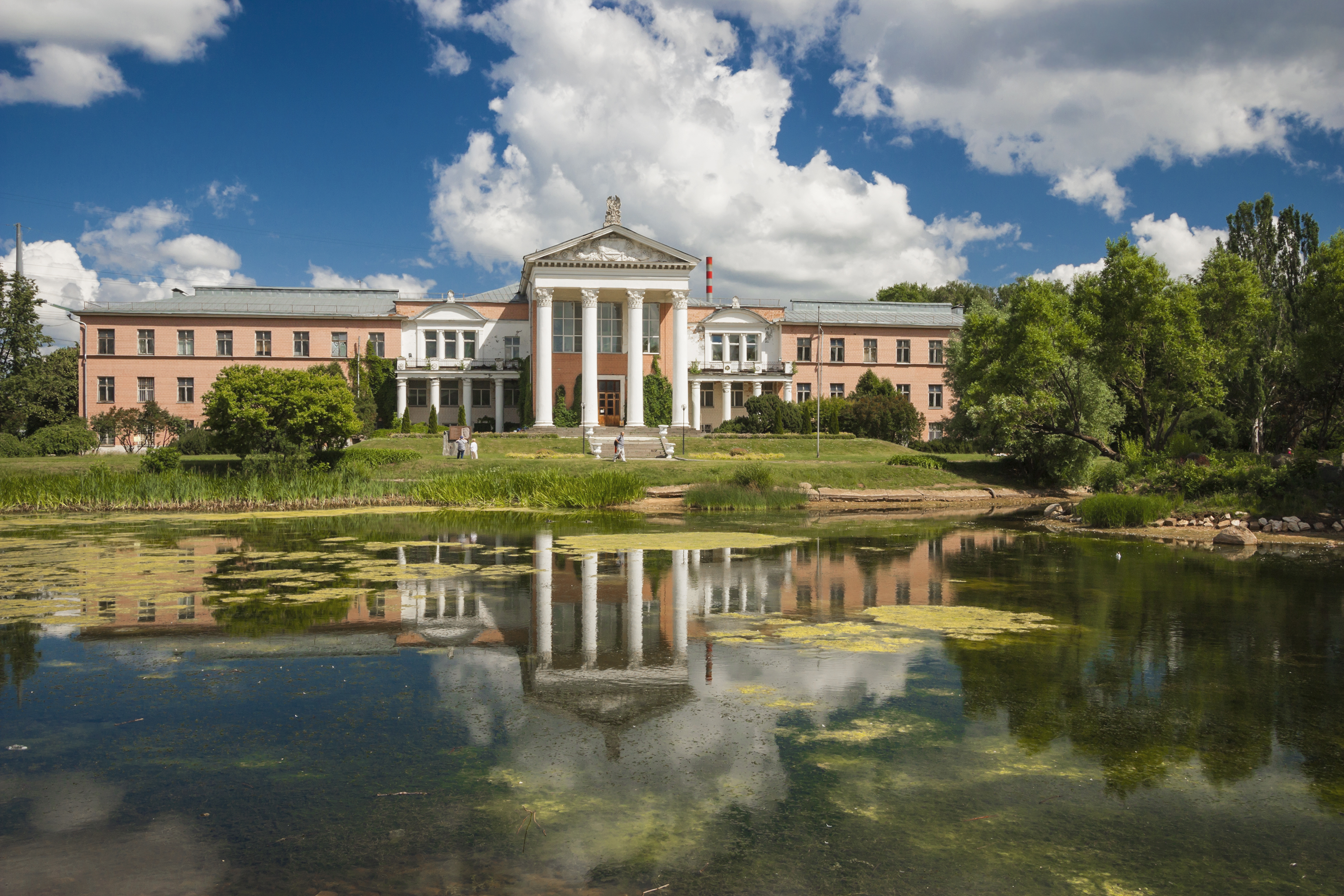
Hauptgebäude des Botanischen Gartens

Der Botanische Garten Moskau (russisch Главный ботанический сад имени Н. В. Цицина РАН, Nikolai Zizin Botanischer Hauptgarten der Russischen Akademie der Wissenschaften) ist eine Parkanlage im Nordöstlichen Bezirk der Stadt Moskau im Ostankinski Rajon mit dem Fernsehturm Ostankino und der größte botanische Garten in Russland.
Der 130 Hektar große Garten wurde im Jahr 1945 angelegt und gehört der biologischen Abteilung der Russischen Akademie der Wissenschaften. Sein erster Direktor war 35 Jahre lang der Biologe Nikolai Wassiljewitsch Zizin (1898–1980), dessen Namen der Komplex heute trägt. Der Botanische Garten stellt eine ausgedehnte Parkanlage nach dem Muster russischer Adelssitze des 18.–19. Jahrhunderts dar; er beinhaltet auch das klassizistische Ensemble des ehemaligen Landguts des Grafen Nikolai Petrowitsch Scheremetew (Schloss Ostankino). Im Park selbst sowie in Orangerien und Arboreten können insgesamt über 8.200 Pflanzenarten aus aller Welt besichtigt werden. 2014 wurde der Garten administrativ in das Gelände der WDNCh eingegliedert.

## Geschichte
Die Anweisung, einen botanischen Garten anlässlich des 220-jährigen Bestehens der Akademie der Wissenschaften der UdSSR, erfolgte am 21. Januar 1945 durch den Beschluss des Rates der Volkskommissare der UdSSR (Nr. 128). Dessen Punkt 8 regelt, dass ein Botanischer Garten der Akademie der Wissenschaften der UdSSR angelegt werden müsse, und der Baubeginn noch im selben Jahr erfolgen solle. Eine Kommission unter der Leitung von Georgi Popow solle innerhalb eines Monats Vorschläge unterbreiten für den geeigneten Ort (in der Größe von 200 – 300 ha), sowie für den Umfang und die Fristen für den Bau. Das Bauprogramm für den Garten wurde am 14. April 1945 verabschiedet, daher gilt dieser Tag offiziell als Gründungsdatum des Botanischen Gartens. Im Mai desselben Jahres wurden 361 Hektar Land im Ostankino-Waldpark für den Garten bereitgestellt.

### Lage und historischer Hintergrund
Der Garten befindet sich auf dem Gebiet einzigartiger Waldlandschaften im Norden Moskaus. Durch die wissenschaftliche Arbeit des Gartens konnten Fragmente des Erdenevsky-Hains, der zur Ostankino-Eichenwald und dem Leonovsky-Wald gehört, erhalten bleiben. Diese Gebiete wurden erstmals in Chroniken des Jahres 1584 erwähnt und gehörten ursprünglich den Fürsten Cherkassky. Später gingen sie in den Besitz der Grafen Scheremetew über, die das Land als Mitgift von Varvara Cherkasskaya erhielten, die Peter Borisovich Scheremetew heiratete. Graf Nikolai Scheremetew, der Besitzer des Landguts Ostankino, ließ einen Teil des Waldes in einen englischen Landschaftspark umgestalten, der von einem englischen Gärtner angelegt wurde. Es wurden fünf künstliche Teiche angelegt, die vom Flüsschen Kamenka gespeist wurden. Der Park war vorwiegend mit Eichen, Linden und Ahornbäumen bepflanzt, während Haselnuss, Geißblatt und Schneeball die häufigsten Sträucher waren.

### Planung und Entwicklung
Bereits vor der offiziellen Gründung gab es Pläne zur Errichtung eines botanischen Gartens. Entwürfe aus den Jahren 1940 und 1945, die vom Architekten Igor Petrow entwickelt wurden, zeigen, dass der Garten Teil des allgemeinen Stadtentwicklungsplans für Moskau war. Der ursprüngliche Entwurf von 1940 sah vor, dass die nördliche Grenze des Gartens entlang der Ringbahn verlaufen sollte, während die südliche Grenze entlang der heutigen Akademik-Koroljow-Straße verlaufen und das gesamte Marfino-Gebiet im Westen sowie den Prospekt Mira im Osten umfassen sollte. Der Entwurf von 1945 begrenzte den Garten im Westen auf die Botanitscheskaja-Straße und im Osten auf die Selchosnaja-Straße, während die nördliche und südliche Grenze unverändert blieben.

### Abteilung für Dendrologie
1948 wurde die Abteilung für Dendrologie gegründet, die aus einer bereits seit 1945 bestehenden Dendrologie-Gruppe innerhalb der Abteilung für Flora hervorging. Das Hauptziel dieser Abteilung ist die Einführung von Gehölzpflanzen zur Bereicherung der kultivierten Flora und zum Schutz des pflanzlichen Genpools. Für das Dendrarium wurde eine Fläche von 75 Hektar bereitgestellt, auf der die Pflanzen nach systematischen Prinzipien angeordnet sind. Jede Gattung wird in einem eigenen Bereich kultiviert, wobei ökologische Besonderheiten, die zu erwartende Größe der Pflanzen und ihre Anordnung berücksichtigt werden. Bis 2005 wurden im Dendrarium 2020 Arten, Varietäten und Formen von Gehölzpflanzen präsentiert.

### Erweiterung und heutige Nutzung
Durch Beschlüsse des Moskauer Stadtrats und des Präsidiums der Akademie der Wissenschaften der UdSSR wurden dem Hauptbotanischen Garten zwischen 1945 und 1969 weitere Flächen zugewiesen, auf denen heute die wichtigsten landschaftlichen und botanischen Ausstellungen zu finden sind. 1998 erhielt der Garten zusätzliche 331,49 Hektar Land zur unbefristeten Nutzung.
Der Botanische Garten ist nicht nur ein Ort der wissenschaftlichen Forschung, sondern auch ein beliebtes Erholungsgebiet für die Bewohner Moskaus. Er beherbergt eine Vielzahl von Pflanzenarten und bietet Einblicke in die botanische Vielfalt Russlands und der Welt.